# Veľké Chyndice
Veľké Chyndice é um município da Eslováquia, situado no distrito de Nitra, na região de Nitra. Tem 5,05 km² de área e sua população em 2018 foi estimada em 324 habitantes.

## Demografia
| Ano:        | 1994 | 2004   | 2014   | 2024   |
| ----------- | ---- | ------ | ------ | ------ |
| Broj ljudi: | 367  | 342    | 319    | 339    |
| Razlika:    |      | -6,81% | -6,72% | +6,26% |

| Ano:               | 2023 | 2024   |
| ------------------ | ---- | ------ |
| Número de pessoas: | 344  | 339    |
| Diferença:         |      | -1,45% |